# Église Saint-Rupert de Vienne
L'église Saint-Rupert (Ruprechtskirche) est une église catholique de Vienne (Autriche) ; il s'agit de l'église aux fondations les plus anciennes des églises de la ville subsistantes. Elle donne sur la Ruprechtsplatz (place Saint-Rupert) dans le 1er arrondissement de l'Innere Stadt. Elle est dédiée à saint Rupert de Salzbourg (Ruprecht en allemand), patron de Salzbourg, des marchands de sel et des métiers se rapportant au sel, qui était une denrée précieuse et jouissant d'un monopole au Moyen Âge. Tout le quartier était voué au commerce du sel (Salz en allemand), comme le rappelle encore le nom des lieux, Salzgasse, Salzgries, Salztorgasse, ou Salztorbrücke.

## Histoire et description
La tradition indique l'année 740 comme année de fondation. La première mention écrite date de 1200, dans un document, faisant référence à un don du duc Henri II d'Autriche à l'abbaye Notre-Dame-aux-Écossais. Ce don comprenait également l'église Saint-Rupert, considérée comme la plus ancienne église de Vienne. Du point de vue actuel, ce n'est pas correct, car l'église Saint-Pierre était plus ancienne, mais ayant disparu c'est donc Saint-Rupert la plus anciennement préservée. 
L'église Saint-Rupert est située dans l'aire de l'ancien camp romain de Vindobona. Après la destruction de la colonie romaine, le noyau de ce qui deviendra plus tard Vienne a émergé dans la zone autour de cette église. C'était la seule paroisse de Vienne avant que cette fonction ne soit transférée à la cathédrale Saint-Étienne en 1147.
L'église actuelle a été modifiée et reconstruite à plusieurs reprises. Les murs les plus anciens qui ont survécu à ce jour datent du début du XIIe siècle (les murs de la nef principale avec la tribune et les étages inférieurs de la tour avec la biforia romane). L'église a été endommagée lors d'un incendie majeur en 1276, qui a détruit presque tout le centre-ville, puis a été remaniée en style gothique (construction de la nouvelle abside polygonale et surélévation de la tour d'un étage). Vraisemblablement au milieu du XIVe siècle, un bas-côté gothique a été ajouté sur le côté droit de la nef et du mur Sud de la nef principale à travers trois arcades. Sur le parapet de la tribune, il y a une inscription A.E.I.O.U. avec l'année 1439. C'est la devise de l'Autriche depuis Frédéric III et l'année où il est devenu duc d'Autriche.
Selon l'inscription de 1622, le « Salzamtmann » (directeur du sel) Georg Nagl fit restaurer l'église déjà très délabrée. Johann Baptist Bartolotti von Partenfeld finança les réparations de 1701 à 1703. Pour les dalles de sol dans la zone de la porte d'entrée, ainsi que les marches d'un petit escalier menant à la tribune, on a utilisé la pierre de Kaisersteinbruch. 
Dans la Ruprechtskirche, il y a d'une part les vitraux les plus anciens de Vienne (au centre de l'abside, 3e quart du XIIIe siècle), d'autre part, depuis 1993, vingt-deux fenêtres modernes en vitraux de Lydia Roppolt. L'élément dominant ici sont les trois grandes fenêtres à droite dans la nef, un cycle sur le thème de la « louange à Dieu pour le salut »: Daniel dans la fosse aux lions, Jonas et la baleine et les trois jeunes hommes dans la fournaise ardente. Les autres fenêtres portent sur l'« éloge de la création ». À gauche et à droite des fenêtres gothiques de l'abside, on peut admirer des fenêtres de Heinrich Tahedl (1949). Le tabernacle en bronze coulé a été créé en 1998 par Ignaz Kienast.

## Photographies

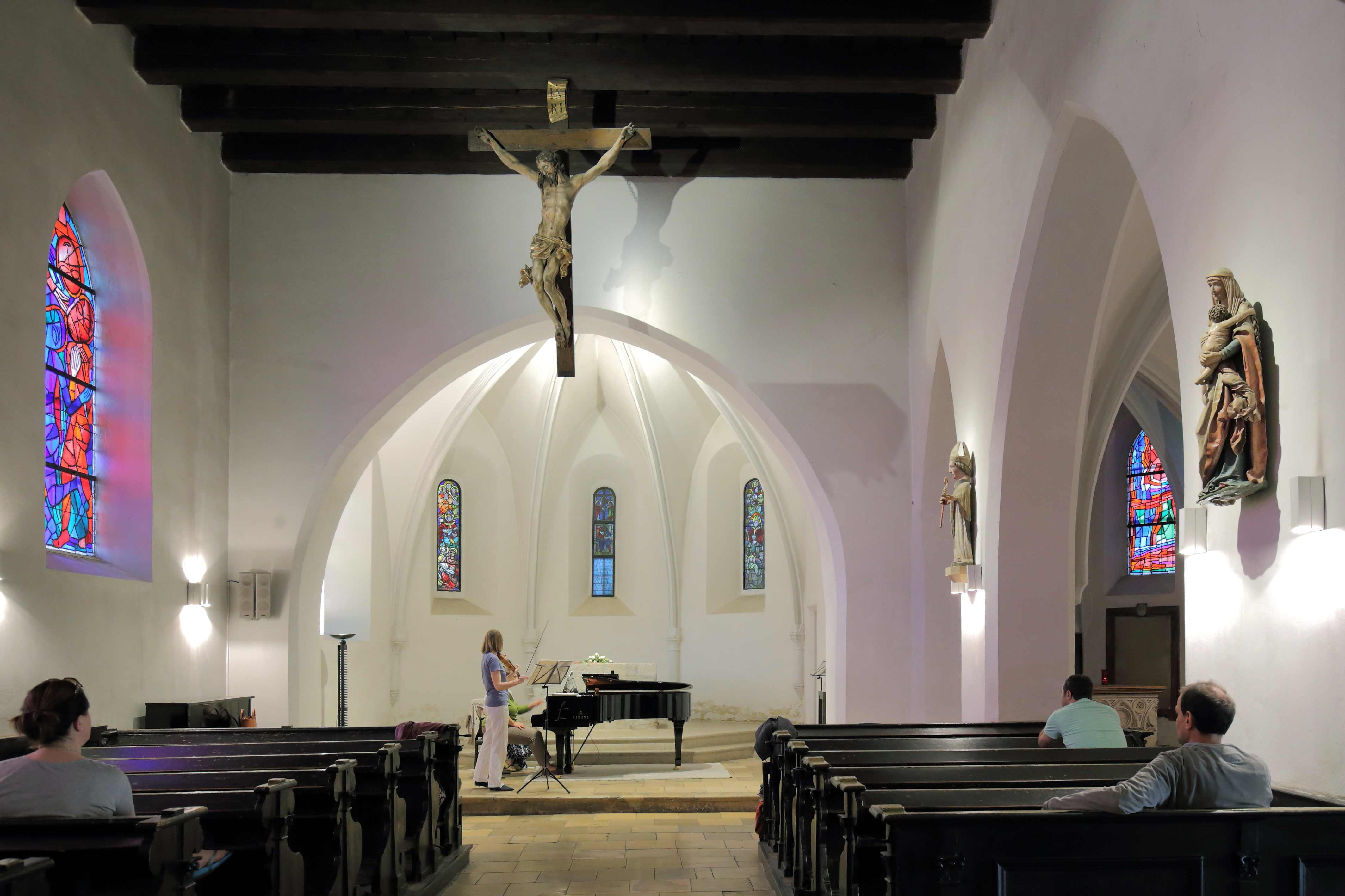
Intérieur.
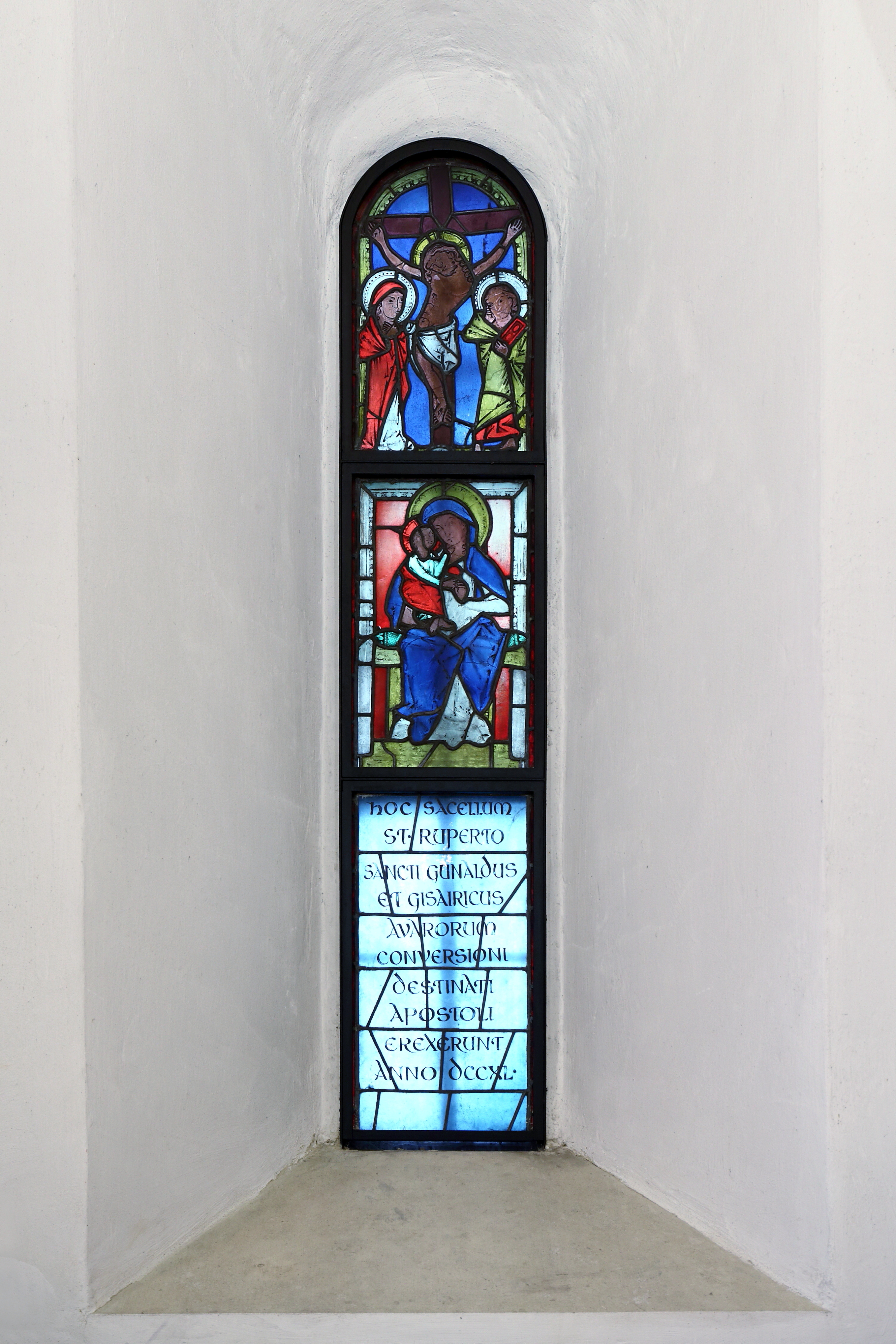
Vitrail le plus ancien de Vienne, au milieu du chœur.
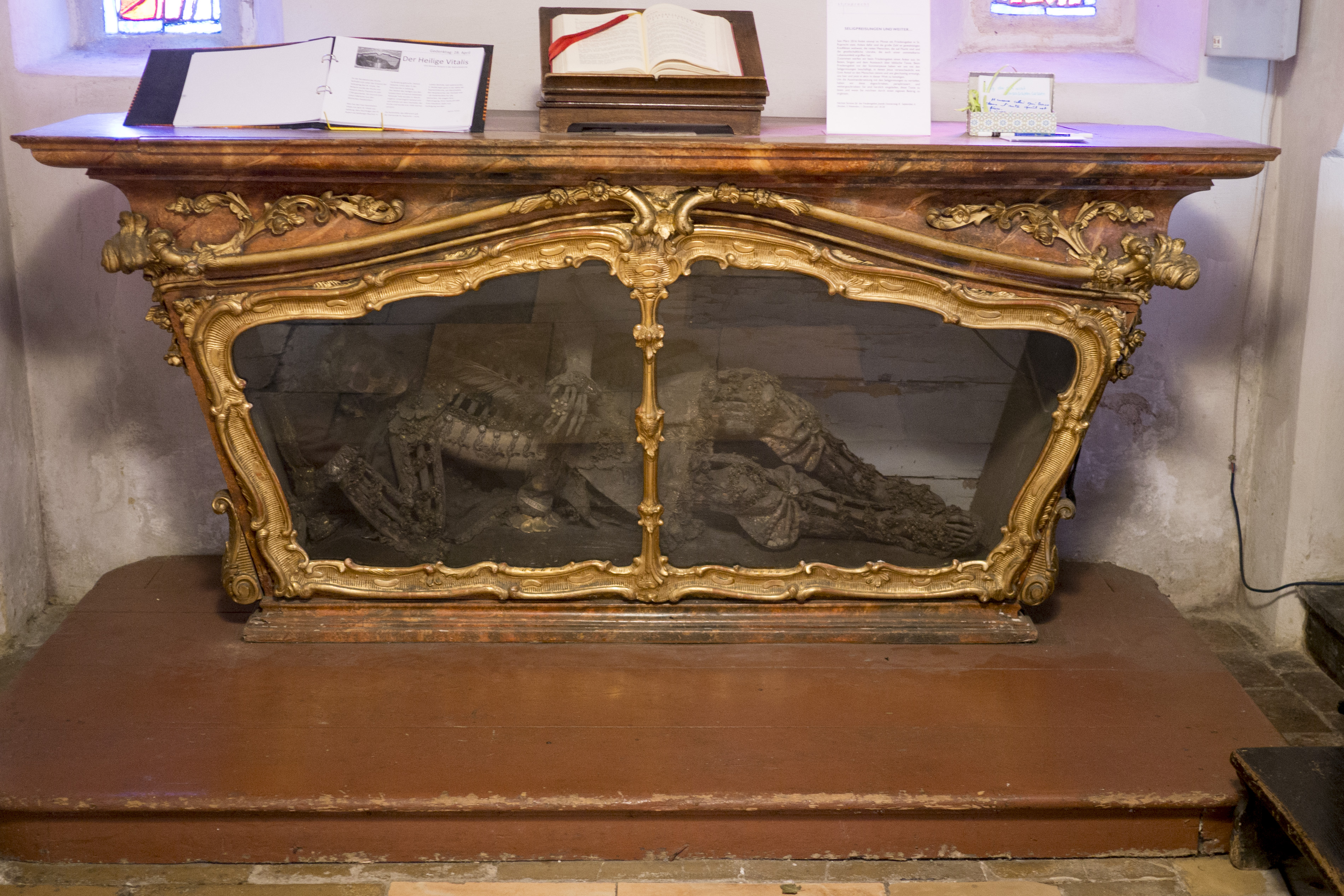
Reliques de saint Vital de Milan.
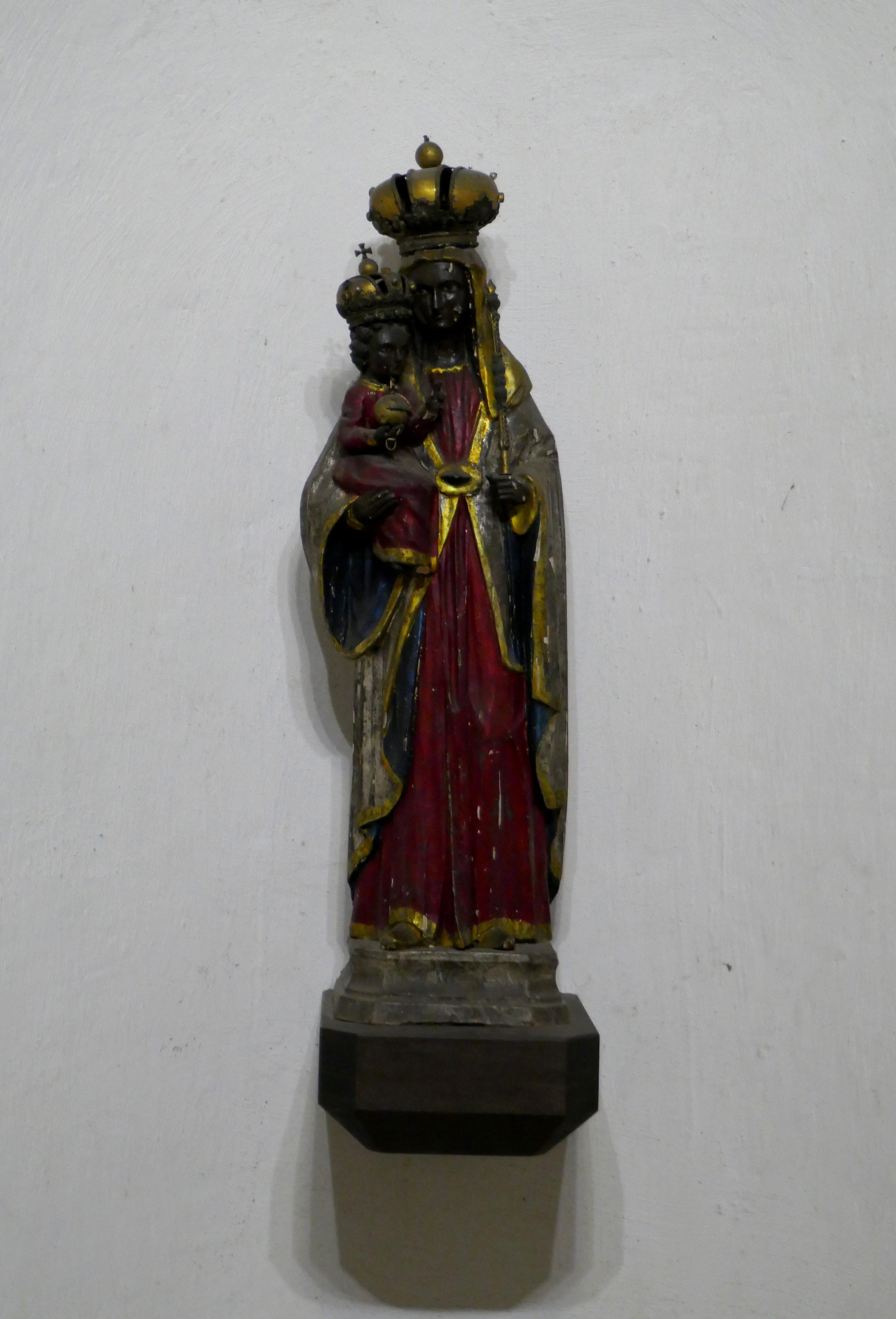
La Madone noire.
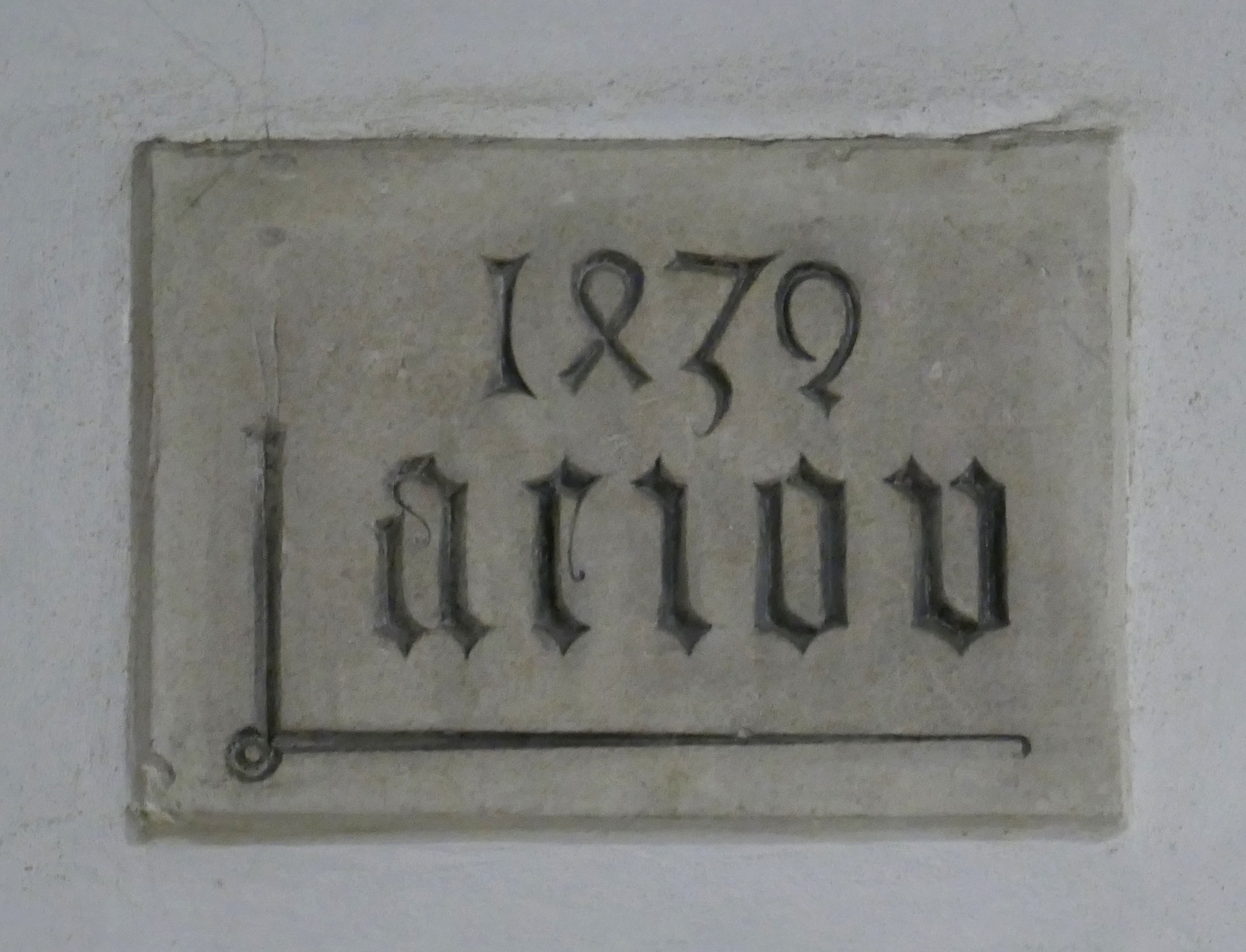
A.E.I.O.U., 1439
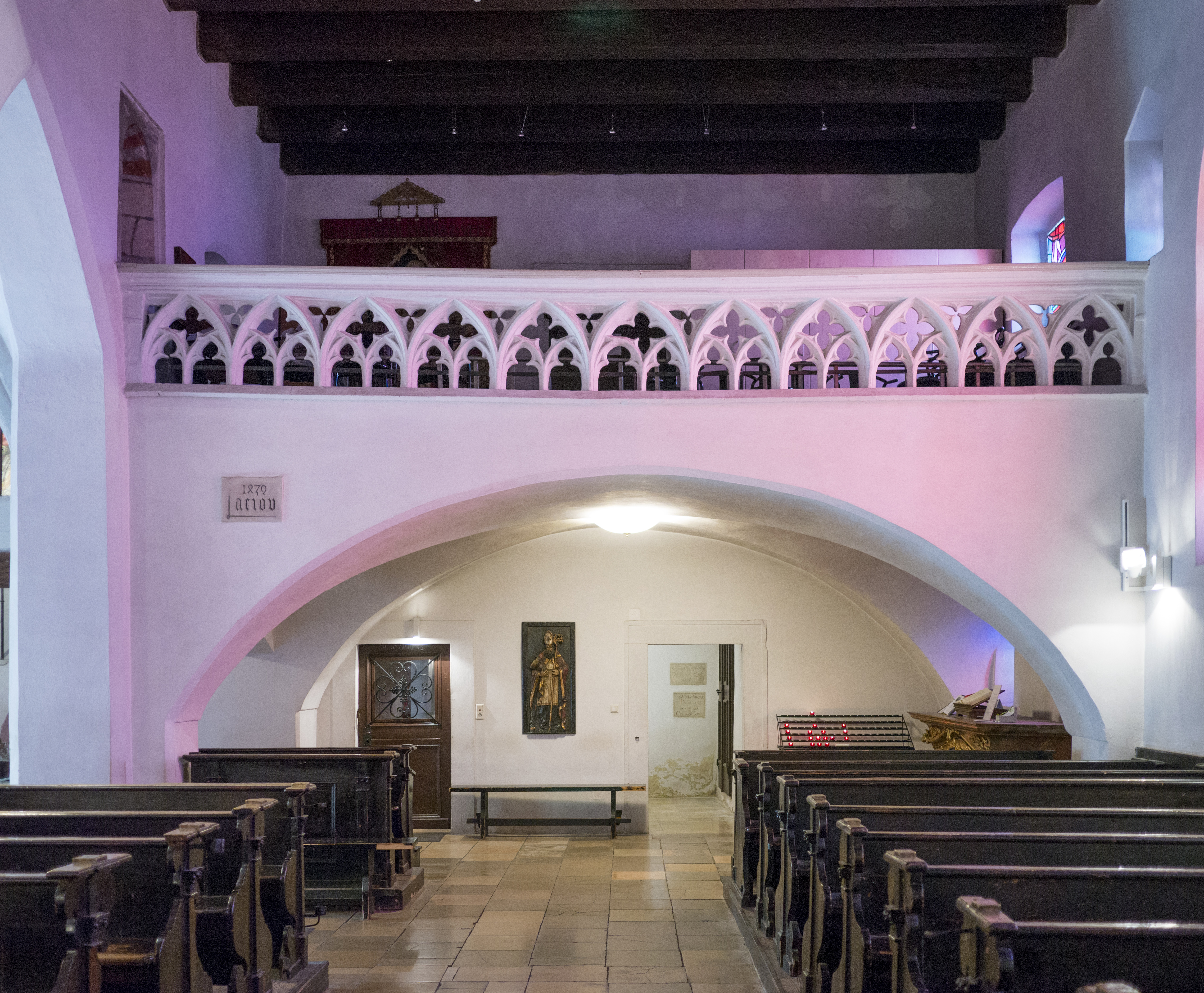
Tribune avec AEIOU.